# Perdisvavelsyra
Perdisvavelsyra eller peroxidisvavelsyra är en oxosyra av svavel  som innehåller en peroxidgrupp. Den har kemisk formel H2S2O8. Syrans salter kallas peroxidisulfater eller persulfater.

## Framställning
Perdisvavelsyra framställs genom elektrolys av 50-procentig svavelsyra (H2SO4). Svavelsyran protolyseras till sulfatjoner som oxideras till persulfatjoner vid anoden och vätejoner reduceras till vätgas vid katoden.
| Anod:  | {\displaystyle {\rm {2\ SO_{4}^{2-}\rightarrow S_{2}O_{8}^{2-}+2\ e^{-}}}} |
| Katod: | {\displaystyle {\rm {2\ H^{+}+2\ e^{-}\rightarrow H_{2}}}}                 |

## Användning
Perdisvavelsyra är starkt oxiderande och används bl.a. för tillverkning av väteperoxid (H2O2).
{\displaystyle {\rm {H_{2}S_{2}O_{8}+2\ H_{2}O\leftrightharpoons 2\ H_{2}SO_{4}+H_{2}O_{2}}}}
Syrans salter är också oxiderande och är mer stabila än själva syran varför de ofta används som oxidationsmedel i stället.